# Marineschule Stralsund

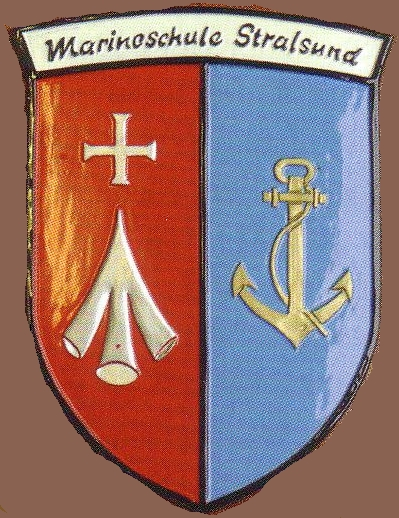
Wappen

Die Marineschule Stralsund war 1990/91 eine Militärschule der Deutschen Marine in Stralsund. Auf ihren Liegenschaften entstanden die Hochschule Stralsund und die Marinetechnikschule.

## Geschichte
Als das Kommando über die drei von der Volksmarine hinterlassenen Ausbildungseinrichtungen am 3. Oktober 1990 auf die Bundesmarine überging, sollte die Insel Dänholm so bald wie möglich geräumt und der Stadt Stralsund zur Verfügung gestellt werden. Die Schwedenschanze sollte neue Marineschule werden. Parow mit der aufgelösten Flottenschule „Walter Steffens“ sollte der Bundesvermögensverwaltung überlassen werden.
In Parow lagerten allerdings noch erhebliche Mengen an Material, Waffen und Munition. Außerdem war noch nicht über den Verbleib von einigen hundert Unteroffizierschülern entschieden. Deshalb wurde der Dienstbetrieb in Parow fortgeführt. Mit Aufstellungsbefehl vom 5. Oktober 1990 entstand in Gegenwart von Dirk Horten die Marineschule Stralsund (MSS) mit drei Lehrgruppen:
- Lehrgruppe A Schwedenschanze
- Lehrgruppe B Parow
- Lehrgruppe C Dänholm

Der Minister für Abrüstung und Verteidigung der DDR hatte die Schwedenschanze am 2. Oktober 1990 dem neu gegründeten „Berufsförderungswerk Stralsund GmbH“ notariell übereignet; das Bundesministerium für Arbeit und Soziales hatte Rainer Eppelmann dabei geholfen. Das Bundesministerium der Verteidigung war im Bilde, hatte die Marine aber nicht unterrichtet.
Koordinaten: 54° 21′ 43,8″ N, 13° 4′ 47″ O
Zu Beginn seines Abbaus im Oktober 1990 umfasste der Ausbildungsbereich der ehemaligen Volksmarine etwa 3.000 Mann an drei voll ausgestatteten Schulen, eine überwiegend technisch orientierte Hochschule, einige Hundert Fahrzeuge, Schul- und Verkehrsboote und andere Wasserfahrzeuge. Hinzu kam Ausrüstung für 13.000 Soldaten, große Mengen an Waffen, Munition und Kraftstoffen, Lagerbestände für Fahrzeugtechnik und Schiffstechnik, chemische Dienste, Taucher- und Pionierwesen sowie umfangreiche Einrichtungen für die Fernmeldetruppe und den Sanitätsdienst. Bei laufender Ausbildung mussten Personal versetzt oder entlassen, Sozialpläne erstellt, Umschulungen entwickelt, Einrichtungen abgebaut, Material abgeführt oder verschrottet werden. Die Erlasslage war „äußerst dürftig und unklar“. Die Umstellung auf das Haushaltsrecht des Bundes erfolgte erst zum 1. Januar 1991.
Als die Standortverwaltung Stralsund 1991 ihren Dienst aufnahm, konnte den Soldaten mit Neuorientierung, Umschulung, Ausbildungsplatz- und Stellensuche durch Berufsförderungsmaßnahmen verschiedener Träger geholfen werden.

### Schwedenschanze
Im rechtlichen Schwebezustand der Liegenschaften Schwedenschanze wurde ein Modus Vivendi gefunden. Eine Unterstützung beim Abbau der Offizierhochschule bot Stralsunds Oberbürgermeister Harald Lastovka an. Die Arbeitsgruppe um Kapitän zur See Klaus Henning (1937-2016) und die Stabsoffiziere Harald Joester, Horst Riethmüller und Hans Müller entwickelten für die Schwedenschanze Teilungsmodelle, die vom Bundesverteidigungsministerium und von der Landesregierung in Schwerin aufgegriffen wurden. Am 6. Dezember 1990 traf man sich zur großen Runde in der Marineschule. Im Einvernehmen mit dem Arbeits- und dem Finanzministerium forderte ein Ministerialbeamter des Verteidigungsministeriums Neuverhandlungen mit der GmbH; der Teilkompromiss kam unter Beteiligung des Vertreters des Kabinetts Gomolka, des Oberbürgermeisters und der Bildungssenatorin Ingelore Könemann noch in derselben Sitzung zustande. Damit verzichtete die Marine auf ihre Nutzungspläne und erklärte sich bereit, wesentliche Teile der Lehreinrichtungen und Lehrmittel dem Träger einer Fachhochschule als Anschubhilfe zu überlassen und den für sie vorgesehenen Teil der Anlage bis zum Frühjahr 1991 zu unterhalten, da die Stadt diese Lasten nicht tragen und das Land die formalen Voraussetzungen für eine Übernahme nicht früher schaffen konnte. Damit war der Weg frei für die Gründung der Fachhochschule Stralsund (seit 2017 Hochschule Stralsund). Neben dem Berufsförderungswerk benutzte sie die Gebäude auf der Schwedenschanze nach der Eröffnung am 1. September 1991.

### Dänholm
1.808 Marinesoldaten wurden am 21. Oktober 1990 auf der Insel vereidigt. Der Dienstbetrieb der Lehrgruppe C – der ehemaligen, nach Paul Blechschmidt benannten Schiffstammabteilung – sollte vereinbarungsgemäß Ende März 1991 eingestellt werden. Die Liegenschaft sollte die neue Standortverwaltung mit Berufsförderungseinrichtungen aufnehmen.

### Parow
Nach der Entscheidung am 6. Dezember 1990 blieb für die neue Marineschule nur Parow, die ehemalige Flottenschule. Holger Timm Petersen, der Kommandeur der Marineschule Stralsund, hatte die Flottenschule im Oktober 1990 zur Basis des Gesamtrückbaus gemacht und an das Ende des Abbaus gesetzt. Dadurch verfügte die Deutsche Marine weiterhin über die Liegenschaft Parow. Nur deshalb konnte die Liegenschaft Dänholm der Stadt im Frühjahr 1991 übergeben und mit der Planung der Marinetechnikschule begonnen werden. Die Schwedenschanze eingeschlossen, war damit eine Gesamtlösung erreicht worden. Die von der Marine und Harald Lastovka gehegten Hoffnungen auf eine Eingemeindung der Gemeinde Kramerhof, zu der Parow gehört, nach Stralsund erfüllten sich nicht. Dafür war die Stadt nach 383 Jahren marinefrei. Zu den Besuchern der Marineschule Stralsund gehörten der Supreme Allied Commander Atlantic Leon A. Edney, der Inspekteur der Marine Hans-Joachim Mann und Bundespräsident Richard von Weizsäcker.
Als der Dienstbetrieb der Marineschule am 30. Juni 1991 endete, waren von den 3.300 übernommenen Soldaten der Volksmarine noch 240 im Dienst. Dazu gehörte das Marinehubschraubergeschwader 18 in Parow. Ein kleines Nachkommando unter Fregattenkapitän Morawitz übernahm die Restarbeiten. Das Vorkommando der Marinetechnikschule rückte 1992 an.